# James Berwick
James Berwick, francoski maršal, * 1670, † 1734.